# 大别山原矛头蝮
大别山原矛头蝮（学名：Protobothrops dabieshanensis）是蝰蛇科原矛頭蝮屬的一种蛇。2012年发现于中国安徽鹞落坪国家级自然保护区。主要分布于大别山区, 属中国特有种。其种加词“dabieshanensis”意为“大别山的”。

## 保护
本种于2023年被收录入《有重要生态、科学、社会价值的陆生野生动物名录》。